# Renton (Washington)
Renton è un comune degli Stati Uniti d'America nella contea di King nello Stato di Washington, con una popolazione, nel 2009 di 82.548 abitanti. La città fa parte del circondario di Seattle.
La popolazione di Renton è aumentata fortemente durante la seconda guerra mondiale quando la Boeing vi impiantò una fabbrica per la costruzione delle superfortezze volanti Boeing B-29. La Boeing è tuttora la principale impresa industriale di Renton.
Il Greenwood Cemetery di Renton ospita il Jimi Hendrix Memorial, ove riposano le spoglie del musicista.